# Quentin N. Burdick
Quentin Northrup Burdick (Munich, 19 giugno 1908 – Fargo, 8 settembre 1992) è stato un politico statunitense, senatore per lo Stato del Dakota del Nord dal 1960 al 1992.

## Biografia
Nato a Munich, Burdick era figlio del deputato repubblicano Usher L. Burdick. Dopo la laurea in legge all'Università del Minnesota, Burdick lavorò come avvocato e intraprese la strada politica al fianco della Nonpartisan League (NPL), un gruppo socialista all'epoca affiliato al Partito Repubblicano.
Con il passare del tempo però, Burdick convinse l'NPL ad affiliarsi al Partito Democratico per convogliare il voto progressista. Nel 1958 Usher Burdick, preoccupato di perdere le primarie repubblicane, propose di ritirare la propria candidatura se l'NPL avesse sostenuto suo figlio nelle elezioni per il suo seggio. Quentin ottenne la nomination democratica e venne eletto deputato.
L'anno successivo il senatore William Langer morì improvvisamente e per occupare momentaneamente il seggio venne nominato sostituto Clarence Norman Brunsdale. Tuttavia Burdick prese parte alle elezioni speciali per determinare il nuovo senatore e riuscì a vincere.
Pochi giorni dopo l'elezione, Burdick sposò in seconde nozze la vedova Jocelyn Birch, che aveva due figli piccoli. Anche lo stesso Burdick aveva perso da poco la moglie Marietta Janecky ed era rimasto solo a prendersi cura dei quattro figli. Insieme a Jocelyn, Burdick ebbe un altro figlio.
Burdick venne riconfermato dagli elettori nei successivi trentadue anni e occupò il seggio fino al 1992, quando morì per insufficienza cardiaca all'età di ottantaquattro anni. Il governatore del Dakota del Nord aveva il compito di nominare un successore provvisorio e scelse per la carica proprio Jocelyn, che servì al Congresso un mandato di tre mesi.